# Гаити на летних Олимпийских играх 1924
Республика Гаити принимала участие в Летних Олимпийских играх 1924 года в Париже (Франция) после двадцатичетырёхлетнего перерыва во второй раз за свою историю и выиграла свою первую олимпийскую медаль — бронзу в мужских командных соревнованиях по произвольной программе из винтовки.
Спортивная делегация состояла из двух официальных лиц и одиннадцати участников. Из участников четверо были легкоатлетами и семеро — стрелками. Один из спортсменов и двое стрелков не участвовали ни в каких соревнованиях. Двумя официальными лицами в делегации были В. Паске и генеральный секретарь Олимпийского комитета Гаити Хенек Дорсинвиль.

## Бронза
- Стрельба, мужчины — Людовик Огюстен, Дестен Дестин, Элуа Метюллюс, Астрель Роллан, Людовик Вальборж.

## Лёгкая атлетика
| Спортсмен     | Event           | Heats      | Heats | Четвертьфинал | Четвертьфинал | Полуфинал | Полуфинал | Финал             | Финал             |
| Спортсмен     | Event           | Результат  | Место | Результат     | Место         | Результат | Место     | Результат         | Место             |
| ------------- | --------------- | ---------- | ----- | ------------- | ------------- | --------- | --------- | ----------------- | ----------------- |
| Андре Теар    | 100 м           | 11.2       | 3     | не прошёл     | не прошёл     | не прошёл | не прошёл | не прошёл         | не прошёл         |
| Андре Теар    | 200 м           | 23.6       | 1 Q   | Неизвестно    | 4             | не прошёл | не прошёл | не прошёл         | не прошёл         |
| Эдуар Арман   | 400 м           | Неизвестно | 4     | не прошёл     | не прошёл     | не прошёл | не прошёл | не прошёл         | не прошёл         |
| Эдуар Арман   | 800 м           | Неизвестно | 7     | не прошёл     | не прошёл     | не прошёл | не прошёл | не прошёл         | не прошёл         |
| Эдуар Арман   | Десятиборье     | N/A        | N/A   | N/A           | N/A           | N/A       | N/A       | 5207.895          | 23                |
| Сильвио Катор | прыжки в высоту | N/A        | N/A   | N/A           | N/A           | 1.75      | 15        | не прошёл         | не прошёл         |
| Сильвио Катор | прыжки в длину  | N/A        | N/A   | N/A           | N/A           | 6.81      | 12        | не вышел на старт | не вышел на старт |

## Стрельба
В спортивной стрельбе соревновались семь молодых сотрудников жандармерии Порт-о-Пренса (Ludovic Augustin, L. H. Clermont, Destin Destine, C. Dupre, Eloi Metullus, Astrel Rolland, Ludovic Valborge), обученных их руководителем, американским полковником Дугласом К. Макдугалом, служивший с 1921 по 1925 годы в Порт-о-Пренсе

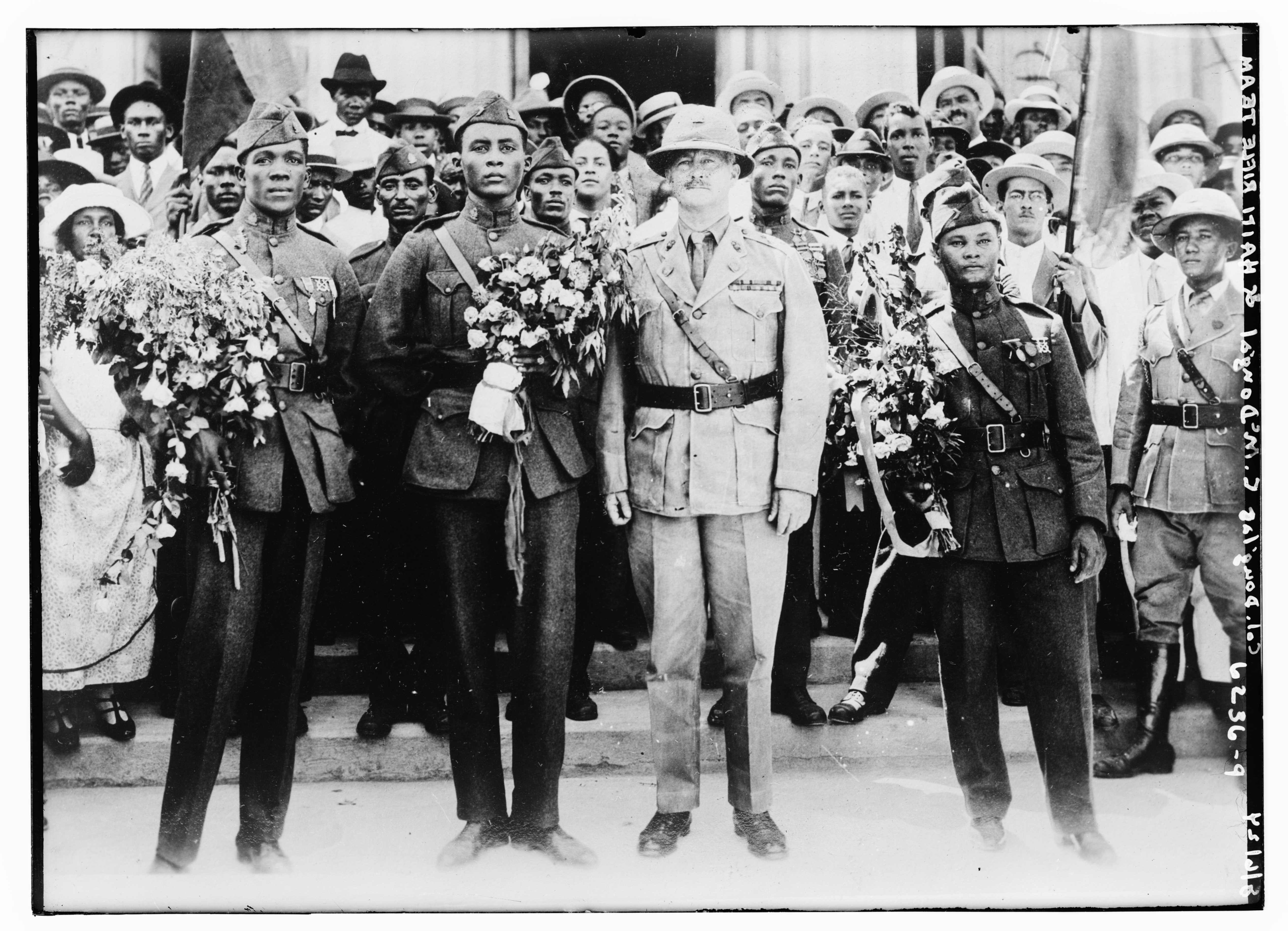
Гаитянские стрелки и тренер Дуглас К. Макдугал, завоевавшие бронзовую медаль в стрельбе на летних Олимпийских играх 1924 г. на фото 6 августа 1924 г.

| Стрелок                                                                     | Спортивная дисциплина           | Финал | Финал |
| Стрелок                                                                     | Спортивная дисциплина           | Очки  | Место |
| --------------------------------------------------------------------------- | ------------------------------- | ----- | ----- |
| Людовик Огюстен                                                             | 600 м винтовка                  | 91    | 5     |
| Людовик Вальборж                                                            | 600 м винтовка                  | 90    | 6T    |
| Дестен Дестин                                                               | 600 м винтовка                  | 86    | 10    |
| Астрель Роллан                                                              | 600 м винтовка                  | 85    | 13    |
| Людовик Огюстен Дестен Дестин Элуа Метюллюс Астрель Роллан Людовик Вальборж | Произвольная винтовка (команды) | 646   | 3     |